# Goudron
Cet article concerne la famille de produits chimiques. Pour le matériau routier, voir liant hydrocarboné.

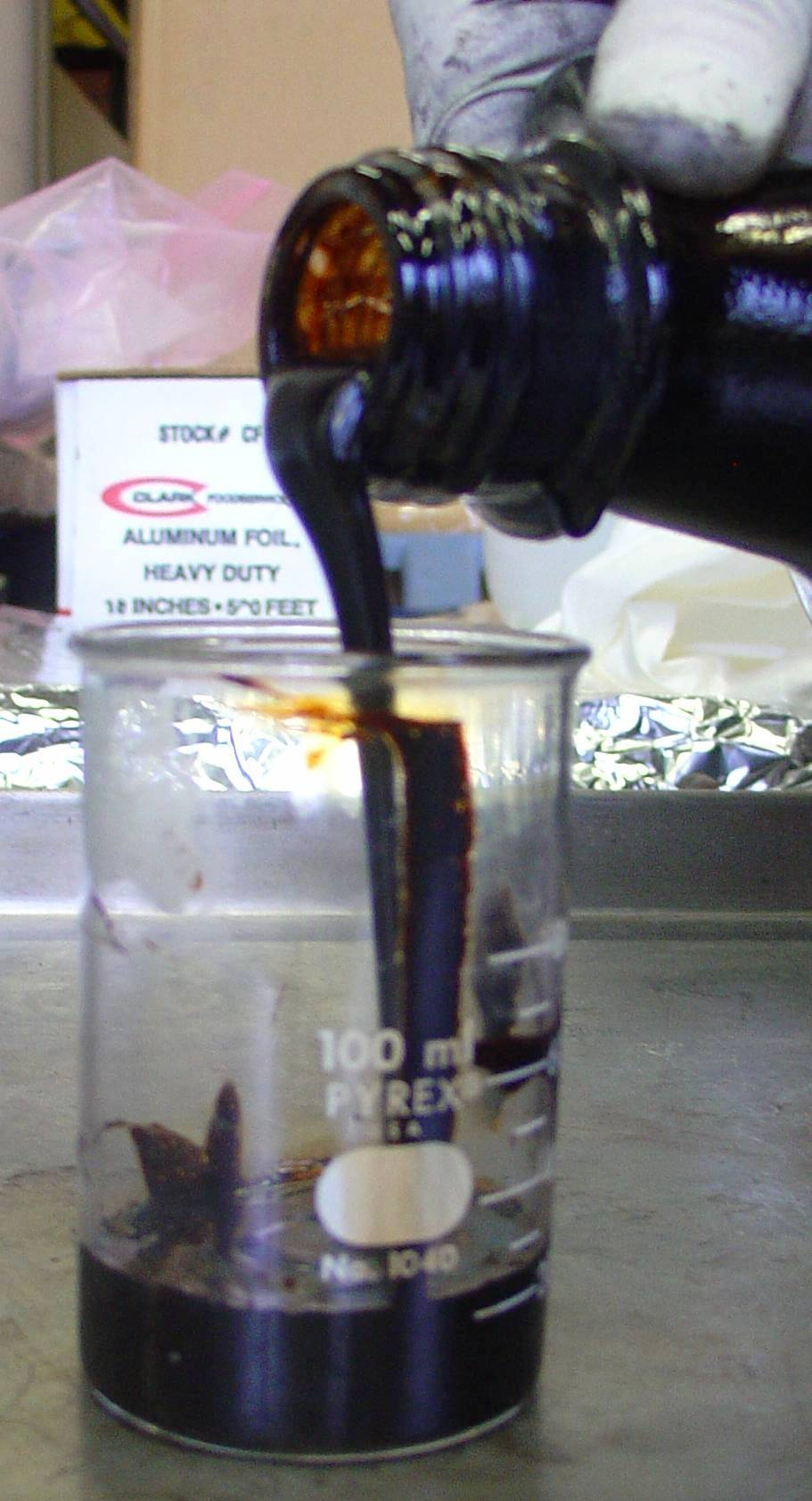
Goudron de canne de maïs, obtenu par pyrolyse par chauffage aux micro-ondes.

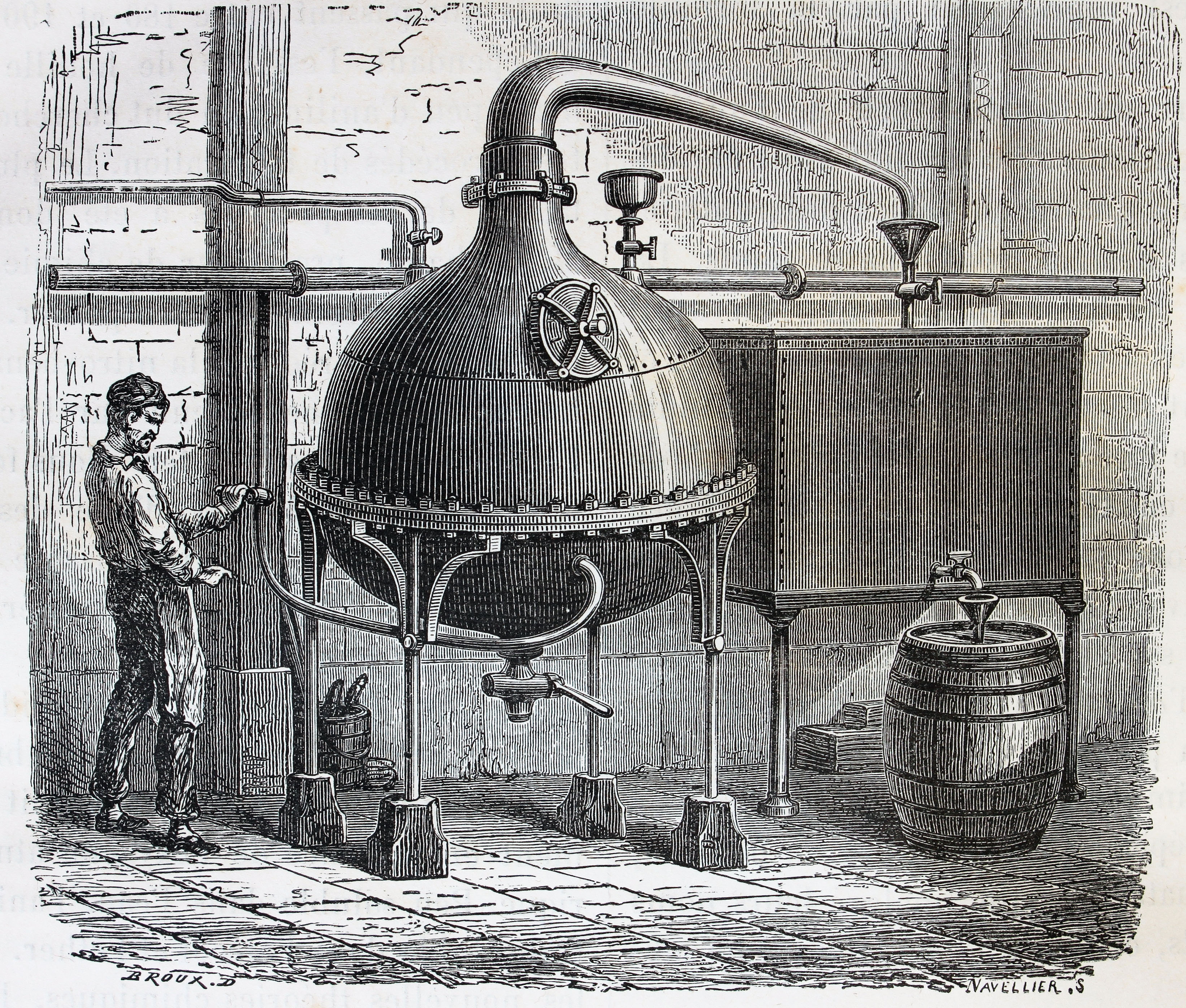
Distillation de goudron au XIXe siècle.

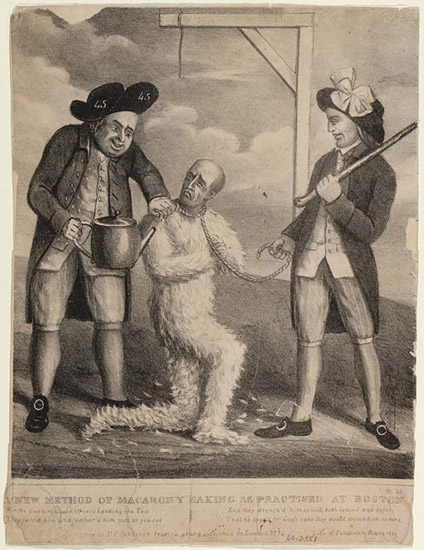

En chimie organique, les goudrons (de l'arabe قَطْران, qaṭrān) sont à l'origine des produits issus de poix modifiée de résineux, produits par « distillation destructive » ou pyrolyse du bois (goudron de pin).
Par la suite ils ont été produits par pyrolyse à partir de la houille (goudron de houille) premièrement par les techniques inaugurée par les faiseurs de poix. Ils sont composés de centaines de substances chimiques, dont plusieurs sont considérées comme cancérigènes ou potentiellement dangereuses. Parmi celles-ci, on trouve notamment des hydrocarbures aromatiques polycycliques (HAP), des amines aromatiques et des composés inorganiques.
Les noms que l'on a donnés ultérieurement au « goudron de houille » (goudron et huile de charbon de terre) et autres goudrons découlent du nom donné en français au goudron de pin.
L'enduisage de goudron s’appelle goudronnage et calfatage (terme de marine qui couvre plusieurs notions, voir aussi la locution « Worm, parcel and serve »).
Le mot goudron est aussi utilisé dans le langage courant pour désigner l'asphalte routier (bitume) ou d'autres liants hydrocarbonés, les boulettes de résidus de pétrole trouvées sur les plages après les marées noires ou dégazages illégaux en mer

## Fabrication
On peut obtenir du goudron à partir de la plupart des résineux, mais le principal goudron utilisé dans le monde occidental était le goudron de pin, issu de la distillation destructive de bois et des racines de pin. Le plus réputé était le brai de Stockholm. Un goudron à usage pharmaceutique puis vétérinaire s’appelle toujours « goudron de Norvège ».
Le goudron de houille, appelé aussi simplement goudron, est un sous-produit de la transformation de la houille en coke.
Le bitume est un terme utilisé pour les gisements naturels de « goudron » de pétrole, comme celui de La Brea Tar Pits.
Des produits semblables au goudron peuvent être produits à partir d'autres matières organiques, comme la tourbe. Des produits minéraux ressemblant au goudron peuvent être produits à partir d'hydrocarbures fossiles, notamment à partir de pétrole. De la même manière, les goudrons mentionnés sur les emballages de tabac tirent ce nom de l'anglais, tar, rétroacronymie de total aerosol residue et qui désigne la fraction particulaire collectée lors de la combustion d'une cigarette.

## Commerce et usages
La production et le commerce de goudron fut l'un des pans majeurs des économies de l'Europe du Nord et de l'Amérique du Nord. Sa principale utilisation était la préservation du bois des bateaux et le calfatage des coques.
Le plus gros consommateur fut la Royal Navy. La demande en goudron déclina avec le développement des vaisseaux en fer et en acier, bien qu'il fût encore très utilisé pour le traitement des poteaux télégraphiques en bois.
Le 11 avril 1855, MM. Gonnet et Morin à Saint-Étienne (France) ont déposé un brevet pour 15 ans portant sur l'invention d'un charbon synthétique dit « fulgor », à base de goudron.
En 1902, Ernest Guglielminetti reçoit le titre honorifique de « docteur Goudron » après avoir fait recouvrir de goudron pour la première fois une route de Monaco afin d'éviter la poussière.